# تند، الپس-ماریتمس
تند (به فرانسوی: Tende) یک کامین در فرانسه است که در آلپ-ماریتیم واقع شده‌است.

## خصوصیات
تند ۱۷۷٫۴۷ کیلومترمربع مساحت و ۲٬۰۲۵ نفر جمعیت دارد و ۸۱۵ متر بالاتر از سطح دریا واقع شده‌است.